# Liga X
La Liga X (Extreme Football League (X League) en idioma inglés) es una competición femenina indoor de Fútbol Americano. A diferencia del fútbol americano masculino, los equipos juegan con una alineación inicial de 7x7. 
Creada en 2009 sus encuentros se disputan en otoño e invierno en estadios o campos de la NBA, la NFL, la NHL o la MLS. La liga fue fundada por Mitchell S. "Mitch" Mortaza como Lingerie Football League, pero cambió su denominación en 2013 a Legends Football League (LFL), y a Liga X en 2020.
Sus oficinas administrativas se encuentran en West Hollywood, California. 

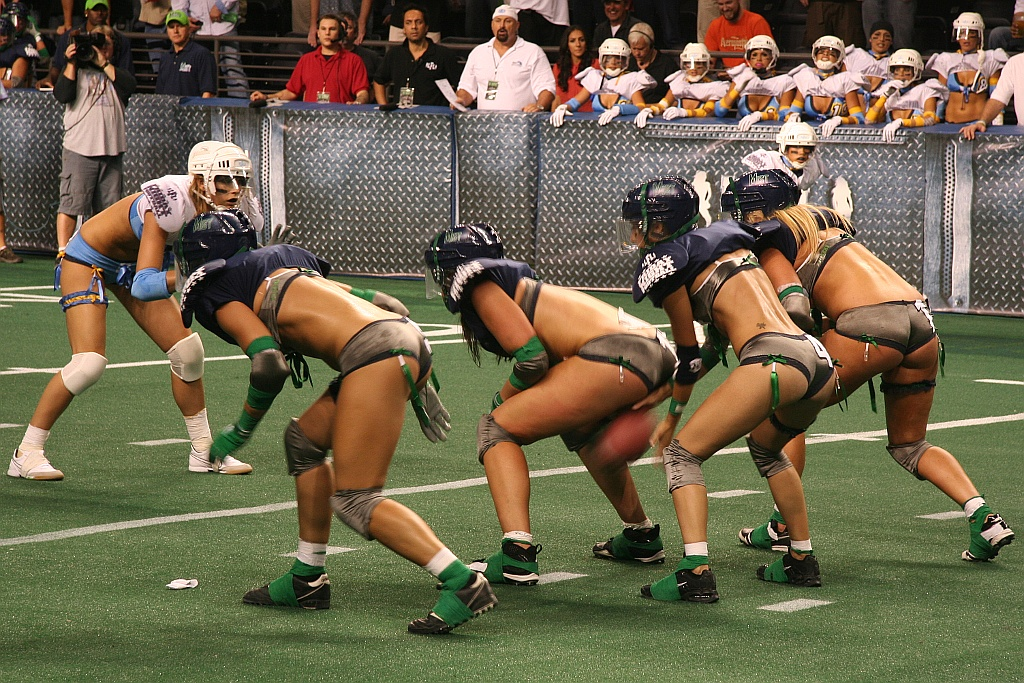
Jugadoras de Seattle Mist (derecha, con casco negro) contra San Diego Seduction (casco blanco)

## Nombre
- Lingerie Football League (2009–2012)
- Legends Football League (2013–2019)
- Extreme Football League (X League) (2020-presente)

## Concepto
La idea vino de la televisión durante los descansos del Super Bowl en donde se emitía un especial llamado Lingerie Bowl Match donde millones de espectadores podían ver el evento a través de Pago por evento emitido siempre durante los descansos de los partidos. El evento televisivo se convirtió en un gancho del Super Bowl durante los sábados donde millones de espectadores de todo el mundo podían presenciarlo en cerca de 85 países.

## Uniforme
Los uniformes son de tipo bra-tops y shorts muy cortos, con cascos y almohadillas. 
Consisten en hombreras, coderas, rodilleras, ligueros, sujetadores, bragas, con cascos tipo hockey, con viseras de plástico en lugar de máscaras para la cara.
Existen características detalladas, en un sitio web, de como deben llevar el pelo, el maquillaje e incluso el bronceado.
En junio de 2020, la renombrada X League introdujo un nuevo uniforme con protecciones completas y shorts más largos

## Estilo de juego

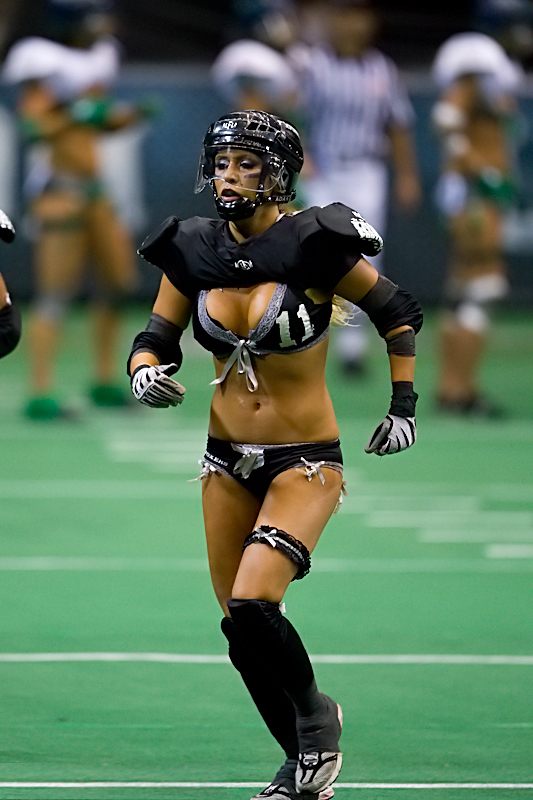
Niki Ghazian del equipo de fútbol Los Angeles Temptation del equipo de fútbol Lingerie

El tipo de juego es deporte de contacto y similar a otras ligas de fútbol americano indoor. 
No hay goles de campo ni patadas de despeje. Tampoco existe un kickoff para iniciar el juego o la segunda mitad.  Cada equipo debe intentar puntuar en cada down durante las cuatro oportunidades que tiene. Tras un touchdown, el equipo puede intentar hacer una conversión de dos puntos.
Se juega con siete jugadoras a nivel ofensivo y siete a nivel defensivo. Los equipos están compuestos por 20 jugadoras, pero solo 14 podrán jugar en el partido (convocadas). 
La formación ofensiva estándar está formada por: 1 quarterback, 2 running backs, 1 center, y 3 wide receivers. La formación defensiva estándar es: 2 linieras defensivas, 2 linebackers, 2 cornerbacks, y 1 safety.
El campo es de 50 yardas entre las zonas de anotación, 30 yardas de ancho, y las zonas de anotación de 8 yardas de profundidad, aproximadamente lo mismo que otras ligas de indoor.
Un juego se compone de dos mitades de 17 minutos, separados por un descanso de 15 minutos. En el caso de empate, se juega una prórroga de 8 minutos a muerte súbita, hasta que haya un ganador.
La Lingerie Football League es única entre las ligas de fútbol americano indoor que juega sus partidos durante la temporada de otoño de fútbol tradicional, y no durante la primavera.

## Temporadas

### 2009–10
La liga anunció que comenzaría la temporada 2009-10 con diez equipos. La liga se desarrolló entre el 4 de septiembre de 2009 al 29 de enero de 2010, con un partido cada viernes. Los equipos jugaron un partido uno contra cada equipo de su conferencia, dos en casa y dos fuera. Los dos mejores equipos de cada conferencia jugaron partidos de playoffs el 4 de febrero de 2010, en Miami, y los ganadores jugaron la final Lingerie Bowl VII el 6 de febrero de 2010. Por la Conferencia Oeste Los Ángeles Temptation derrotaron a los Chicago Bliss de la Conferencia Este por 27-14.

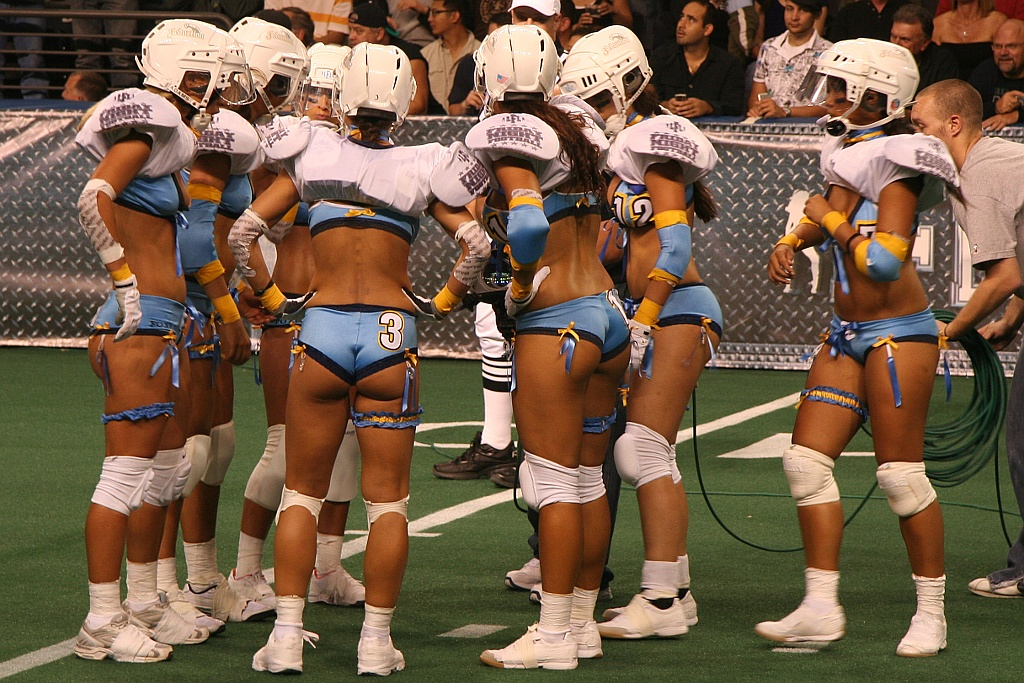
San Diego Seduction en grupo

La mayoría de los equipos son dirigidos por exjugadores de la NFL, cuyos entrenadores son bien conocidos en sus respectivas ciudades. Las jugadoras suelen tener experiencia en otros deportes a nivel universitario o semi-profesionales.

### 2010–11
Para la temporada 2010-11, la Liga otorga nuevas licencias a Orlando (Fantasy) y Baltimore (Charm). Por otra parte New York Majesty y Denver Dream suspendieron las operaciones en un esfuerzo por encontrar un espacio adecuado o estadio para cada equipo.
En esta edición se llevó a cabo un All Star Game (LFL All-Fantasy Game) el 10 de junio de 2010 en Monterrey, México, donde ganó la Conferencia Este sobre el Oeste 36-14. El co-MVP fue para Tyrah Lusby de Philadelphia Passion y Anonka Dixon de Miami Caliente.
La 2011 Lingerie Bowl se jugó en Las Vegas, Nevada, en el Thomas & Mack Arena el 6 de febrero de 2011 en el intermedio de la Super Bowl XLV. Ganó de nuevo el equipo del Oeste Los Ángeles Temptation frente a Philadelphia Passion 26-25.

### 2011–12
El 6 de diciembre de 2010, se anunció que Cleveland, Ohio sería una nueva franquicia que jugaría en el Quicken Loans Arena en el distrito de downtown Cleveland.
El 8 de diciembre de 2010, se anunció que un equipo de Las Vegas conocido como Las Vegas Sin, jugaría esa temporada.
El 25 de enero de 2011, la liga anunció otro equipo de Green Bay, Wisconsin, conocidos como los Green Bay Chill, que jugarían sus partidos en casa en el Resch Center.
El 17 de marzo de 2011, la LFL anunció que Dallas Desire se retiraría esa temporada pero que tenía pensado volver en la siguiente.
El 23 de marzo de 2011, la LFL anunció una franquicia de Minneapolis para la temporada 2011. El equipo sería conocido como Minnesota Valkyrie y jugaría en el Target Center (estadio de los Minnesota Timberwolves).
El 12 de abril de 2011, la LFL anunció que tendría una franquicia en Toronto, Ontario. Esta franquicia es la primera fuera de los Estados Unidos. Sus partidos como local se realizaron en el Ricoh Coliseum, donde juegan los Toronto Marlies de la AHL.
La situación de San Diego Seduction es desconocida, no estando incluidos en la lista de participantes, pero no hubo suspensión pública de actividad por parte del equipo.

### 2013
La liga empezó con retraso, pasando a celebrarse en los meses de primavera/verano de 2013.
Para la temporada 2013, la competición incluyó dos nuevas franquicias: Omaha Heart y Atlanta Steam. Toronto Triumph se pasó a la LFL de Canadá y Orlando Fantasy desapareció. Las Breeze cambiaron de sede siendo ubicadas en Jacksonville, Florida. La competición, integrada por doce equipos, fue dividida en cuatro grupos de tres equipos.
La fase regular empezó el 30 de marzo de 2013 y finalizó el 17 de agosto del mismo año. Philadelphia Passion se proclamó campeona de la Conferencia Este y Chicago Bliss de la Oeste. La final de la Legends Cup (nombre con el que fue rebautizada la Lingerie Bowl) tuvo lugar el 1 de septiembre en el Orleans Arena de las Vegas, Nevada, con la victoria de Chicago por 38-14.

### 2014
En la edición de 2014 anunciaron el cese temporal de la subcampeona de la anterior temporada Philadelphia Passion y Minnesota Valkyrie, aunque se esperaba que el primer equipo regresara para 2015 bajo una nueva franquicia. En cuanto a Minnesota, los motivos fueron problemas estructurales en su nuevo estadio, y se esperaba que participaran en 2016.
Por su parte, Cleveland Crush se trasladó a Toledo, Ohio.
[actualizar]

## En los medios
En 2009–2010, los diez equipos de la temporada inaugural de la LFL compitieron durante 20 semanas en partidos de estadios importantes. Los partidos se emitieron en 1080i HD para las estaciones afiliadas de MyNetworkTV, así como las internacionales y en la web a través de streaming.
En 2010–2011, el canal MTV2, de MTV Networks, adquirió los derechos de la temporada regular y varios partidos de play-offs. El programa LFL Presents: LFL, Friday Night Football on MTV2 se estrenó en prime time el 10 de septiembre de 2010.
Para 2011-12, MTV2 volvió a tener los derechos de transmisión de la temporada regular y los partidos de play-off, además del partido durante el descanso de la Super Bowl. Ese año el programa LFL Presents: LFL, Friday Night Football on MTV2 comenzó a emitirse el 26 de agosto de 2011 desde Green Bay, Wisconsin.